# 1974 au Nouveau-Brunswick
Chronologie du Nouveau-Brunswick
- 1970
- 1971
- 1972
- 1973
- 1974
- 1975
- 1976
- 1977
- 1978

Cette page concerne des événements d'actualité qui se sont produits durant l'année 1974 dans la province canadienne du Nouveau-Brunswick.

## Événements
- Mise en œuvre de la dualité en éducation au Nouveau-Brunswick.
- Ouverture du musée de Moncton.
- 18 mai : le phare de Miscou devient un lieu historique national.
- 8 juillet : lors des élections générales fédérales, les libéraux obtiennent 6 sièges contre 3 pour les progressiste-conservateurs et 1 pour un candidat indépendant[1].
- 11 septembre : Muriel McQueen Fergusson quitte ses fonctions du présidente du Sénat du Canada.
- 30 septembre : les progressiste-conservateurs David Bishop et Fernand Dubé remportent l'élection partielle de York et Campbellton.
- 18 novembre : 48e élection générale néo-brunswickoise.

## Naissances
- 31 janvier : Anna Silk, actrice.
- 14 mai : Rob Moore, député et ministre.

## Décès
- 4 juillet : Douglas King Hazen, député.
- 27 octobre : Albany Robichaud, député et maire de Bathurst.